# Pucking
Pucking is een gemeente in de Oostenrijkse deelstaat Opper-Oostenrijk, gelegen in het district Linz-Land (LL). De gemeente heeft ongeveer 3500 inwoners.

## Geografie
Pucking heeft een oppervlakte van 20 km². Het ligt in het oosten van de deelstaat Opper-Oostenrijk, ten zuiden van de stad Linz.
Allhaming · Ansfelden · Asten · Eggendorf im Traunkreis · Enns · Hargelsberg · Hofkirchen im Traunkreis · Hörsching · Kematen an der Krems · Kirchberg-Thening · Kronstorf · Leonding · Neuhofen an der Krems · Niederneukirchen · Oftering · Pasching · Piberbach · Pucking · Sankt Florian · Sankt Marien · Traun · Wilhering
- Gemeinsame Normdatei: 4272083-7
- Virtual International Authority File: 236029012